# Osprey (Floride)
Pour les articles homonymes, voir Osprey.
Osprey est une census-designated place du comté de Sarasota, dans l'État de Floride, aux États-Unis,. En 2020, elle compte une population de 6 690 habitants.